# Michel Tromont
Michel Tromont (ur. 5 marca 1937 w Quiévrain, zm. 9 lipca 2018) – belgijski i waloński polityk, wykładowca oraz samorządowiec, parlamentarzysta krajowy, w latach 1981–1983 minister edukacji, w latach 1983–2004 gubernator prowincji Hainaut.

## Życiorys
Absolwent nauk handlowych i finansowych z 1959. Uzyskał też dyplom doradcy edukacyjnego (1965). W 1971 ukończył studia ekonomiczne na wydziale ekonomii i zarządzania Uniwersytetu w Mons. Pracował jako nauczyciel oraz wykładowca akademicki. Działał w walońskiej Partii Reformatorsko-Liberalnej. W latach 1977–1983 był radnym i burmistrzem swojej rodzinnej miejscowości. Od 1978 do 1983 zasiadał w Izbie Reprezentantów, a od 1980 wchodził także w skład rady Regionu Walońskiego. Od grudnia 1981 do czerwca 1983 sprawował urząd ministra edukacji w piątym rządzie Wilfrieda Martensa. W latach 1983–2004 pełnił funkcję gubernatora prowincji Hainaut.